# Lauri Viljanen
Lauri Viljanen (ur. 6 września 1900 w Kaarina, zm. 29 września 1984 w Helsinkach) – fiński poeta i krytyk literacki.

## Życiorys
Podczas nauki w liceum klasycznym wydawał szkolną gazetę, próbował sił jako malarz, później uczył się w szkole rysunku towarzystwa sztuk w Turku, a po odbyciu służby wojskowej studiował na uniwersytecie w Turku, gdzie pracował również w bibliotece uniwersyteckiej. Następnie pracował jako nauczyciel, po czym został współzałożycielem pisma Aamulehti, a po osiedleniu się w Helsinkach w 1926 brał udział w zakładaniu gazety Helsingin Sanomat. Stał się jednym z czołowych fińskich krytyków literackich swojego pokolenia, należał też do grupy Tulenkantajat. W 1932 opublikował zbiór poezji Musta runotar (Czarna muza), a w 1938 Näköala vuorelta (Widok z góry). W 1936 opublikował zbiór esejów Taisteleva humanismi (Walczący humanizm). W latach 1949–1954 był profesorem literatury na uniwersytecie w Turku, następnie w Helsinkach, w 1961 został członkiem Fińskiej Akademii Nauk. Jest autorem klasycznej w stylu i formie liryki refleksyjnej propagującej wartości humanistyczne. Napisał również rozprawy o twórczości Ibsena i Runeberga.